# Dívka z Yde

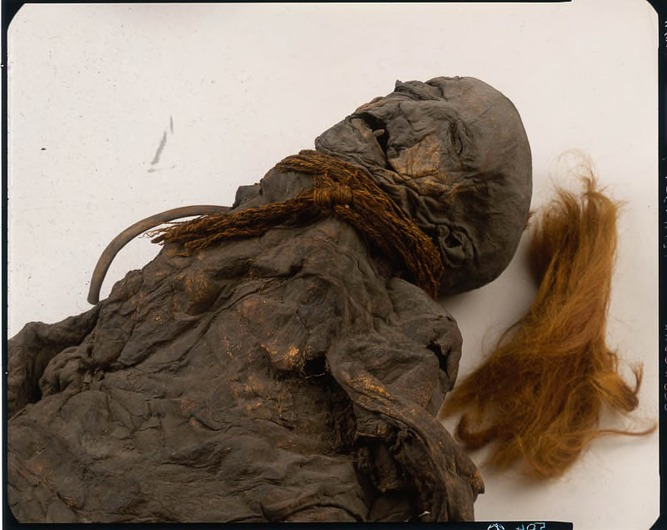
Pozůstatky tzv. dívky z Yde nalezené v Nizozemsku

Dívka z Yde je tělo dívky nalezené v rašeliništi Stijfveen nedaleko nizozemské vesnice Yde. Nález patří mezi tzv. mumie z bažin. K objevu došlo 12. května 1897 a podle zpráv bylo tělo v okamžiku jeho nalezení pozoruhodně zachované, a to zejména vlasy. Ovšem o dva týdny později, když bylo předáno úřadům, bylo vážně poškozeno. Většina jejích vlasů a zubů byla vytržena z lebky.

## Nález
Tělo bylo nalezeno kopáči rašeliny dne 12. května 1897. Dne 21. května 1897 o nálezu informoval starosta Vries Provinční muzeum v Assenu. Ve svém dopise velmi detailně nález popsal. Tělo mělo namodrale zbarvenou kůži, na hlavě byla poraněna pravá tvář. Ústa byla pootevřená a byly vidět její zuby. Krk, ramena a horní část trupu tvořily kompaktní celek. Paže byly částečně zachovány, stejně jako obě nohy, a to i s nehty na některých prstech. Stehenní a další kosti ležely mimo tělo. Starosta navíc popsal kus látky a pásek, který byl několikrát omotána kolem jejího krku.
Po dvou týdnech od objevu se ale původně dobrý stav ostatků zhoršil kvůli nedostatečné ochraně a nekontrolovanému vysychání. Když se k tělu dostal ředitel muzea, chyběly stehenní kosti, kromě jediného všechny zuby a vlasy byly vypadané kvůli vysychání. Ostatky byly následně zabaleny do krabice a převezeny do muzea v Assenu. Na místě nálezu zbyl pouze dubový kmen, který původně ležel vedle těla. Po převozu do Assenu byl informován renomovaný archeolog z muzea v Leidenu a tělo tam mělo být převezeno. Tomu však zabránilo vedení muzea v Assenu, které chtělo dívku vystavit ve svém muzeu.

## Popis

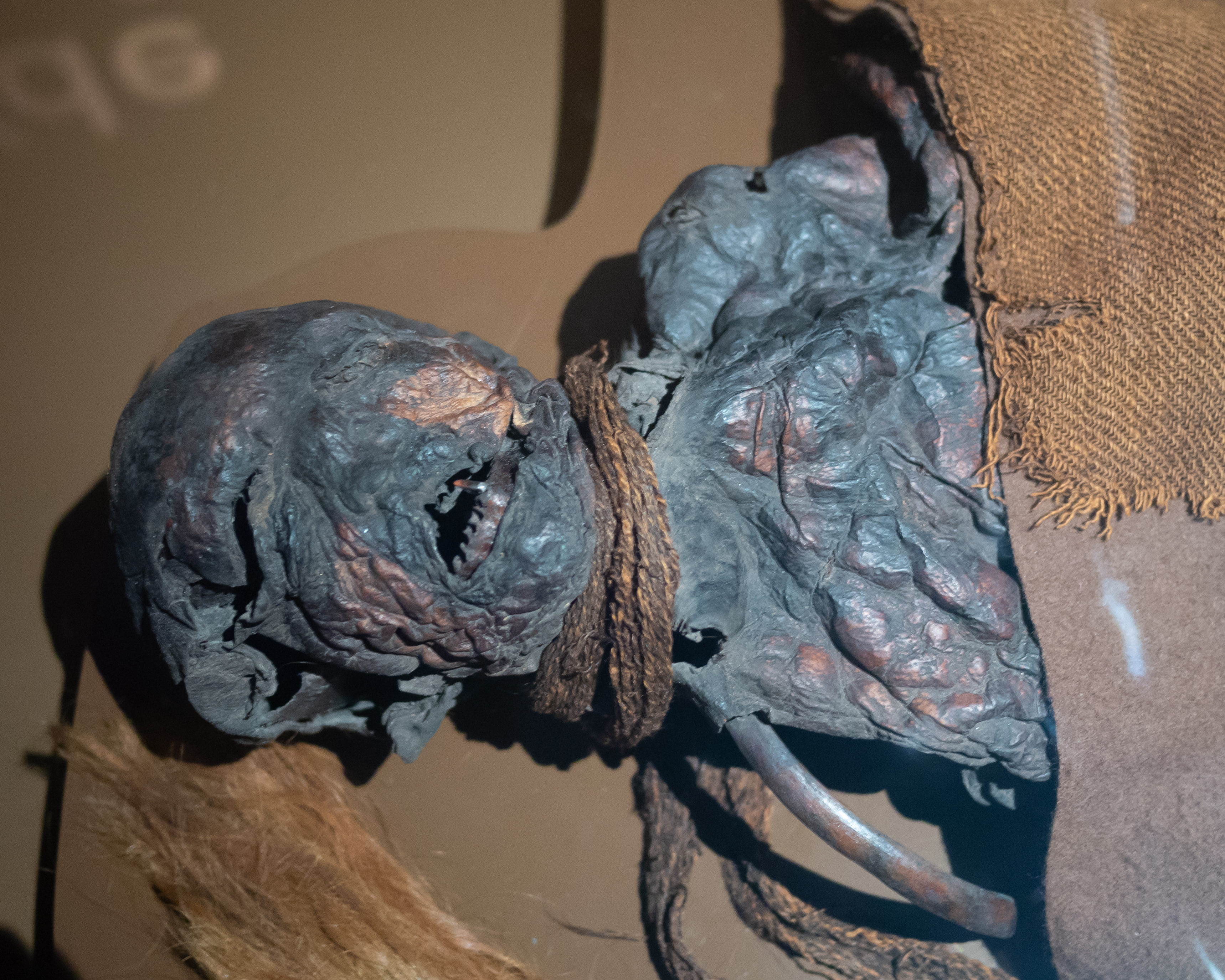
Detailní pohled na horní část dívčina těla

Podle radiokarbonové metody provedené v roce 1988 dívka zemřela mezi lety 54 př. n. l. až 128 n. l.. Dívce bylo v době smrti přibližně 16 let. Měla dlouhé vlasy, které jí byly pravděpodobně na jedné straně hlavy před smrtí oholeny. Ovšem analýza provedená u jiného těla z bažin nazvaného Windeby I, naznačila, že fenomén oholených vlasů vyskytující se u některých mumií z bažin by mohl jednoduše svědčit o tom, že jedna strana hlavy byla vystavena kyslíku o něco déle než druhá strana. I barva vlasů byla dána působení okolí, podle provedené analýzy pomocí elektronové mikroskopie, kterou byl vyšetřen vlasový pigment, nebyla původní barva jejích vlasů zrzavá, ale byla blond. Dívka také trpěla skoliózou, která jí bránila v rovném postoji i rovné chůzi. Její pánevní kosti nebyly symetrické a pravou nohu měla pravděpodobně stočenou dovnitř. Za života byla dívka vysoká přibližně 137 cm.
Tělo bylo nalezeno oblečené ve vlněném plášti s vlněným páskem. Pásek měla omotaný kolem krku, což naznačuje, že byla popravena nebo obětována. V oblasti klíční kosti došlo před smrtí k bodnému poranění, ale to nebylo příčinou smrti. Je možné, že zemřela v bezvědomí, protože na jejích rukou nejsou obranná zranění, na rozdíl od podobného případu z Německa, kde tzv. kayhausenský chlapec měl na levé ruce řeznou ránou ze zjevného pokusu o obranu. Podobně jako u jiných podobných nálezů se dochovala i kůže a jsou stále rozeznatelné rysy tváře a to díky kyselině tříslové, která se nachází v rašelinné vodě. Při výkopu došlo k poškození lebky, obličej, trup, pravá ruka a nohy zůstaly nepoškozeny, zbytek těla se nedochoval nebo byl poškozen nástroji na těžbu rašeliny. Podobně jako u jiných těl z bažin byly i zde zachovány měkké tkáně díky působení tříslovin v bažině.

### Textilie
Pásek, který měla obtočený kolem krku, byl dlouhý 215 až 220 cm a široký 4 cm. Vlněný plášť, do kterého byla dívka zabalena, byl nedbale opracován a měl četné vady, ke kterým došlo během spřádání a tkaní. Látka byla na mnoha místech roztržena a několikrát opravována. Původně měl světlou barvu a byl ozdoben několika propletenými pruhy různých barev, pravděpodobně červené, žluté a modré.

## Výstava
Dívka z Yde byla vystavena v muzeu a k dalšímu studiu těla došlo v roce 1992. Tehdy Richard Neave z Manchesterské univerzita provedl tomografické snímkování její lebky a určil tak její věk, a to anatomický i historický. Neave také provedl rekonstrukci jejího obličeje pomocí technik používaných v plastické chirurgii a soudním lékařství. Vzhledem ke stavu zachování vyžadovala rekonstrukční práce určité dohady, například v případě nosu a některých dalších rysů obličeje. Tělo dívky i rekonstrukce jejího obličeje jsou vystaveny v muzeu v Assenu.
Na počátku 21. století byla těla této dívky spolu s dalšími mumiemi, Roter Franze a weerdingských mužů, byla vystavena v několika muzeích po celém světě.